# Lexington (Missouri)
Lexington város az USA Missouri államában. Lakosainak száma 4652 fő (2020. április 1.).

## Népesség
A település népességének változása:

| 2010 | 4 726 |
| 2020 | 4 652 |